# بالاسالکویه
بالاسالکویه، روستایی از توابع بخش کومله شهرستان لنگرود در استان گیلان ایران است.

## جمعیت
این روستا در دهستان دریاسر قرار دارد و براساس سرشماری مرکز آمار ایران در سال ۱۳۸۵، جمعیت آن ۳۸۵ نفر (۱۰۸خانوار) بوده‌است.